# Seinfeld
Seinfeld ist eine von Jerry Seinfeld und Larry David geschaffene US-amerikanische Sitcom, die von 1989 bis 1998 auf NBC lief.
Die Serie handelt vom fiktionalisierten Alltag des Stand-Up Comedians Jerry Seinfeld, seiner Ex-Freundin Elaine Benes (Julia Louis-Dreyfus), seines langjährigen Freundes George Costanza (Jason Alexander) und seines Nachbarn Cosmo Kramer (Michael Richards). Hauptschauplätze sind zumeist Seinfelds Apartment an der New Yorker Upper West Side und ein in der Nachbarschaft gelegenes Diner.
Die Serie umfasst neun Staffeln mit insgesamt 180 Episoden und gilt als eine der erfolg- und einflussreichsten Sitcoms. Zahlreiche Aussprüche, Zitate und Schlagworte aus der als „Show about nothing“ beschriebenen TV-Sendung haben Eingang in den alltäglichen Sprachgebrauch der Amerikaner gefunden. Die Writers Guild of America wählte Seinfeld auf Platz 2 der 101 Best Written TV Series hinter Die Sopranos. Die weltweiten Streamingrechte liegen bis zum Jahr 2025 bei Netflix.

## Serienkonzept

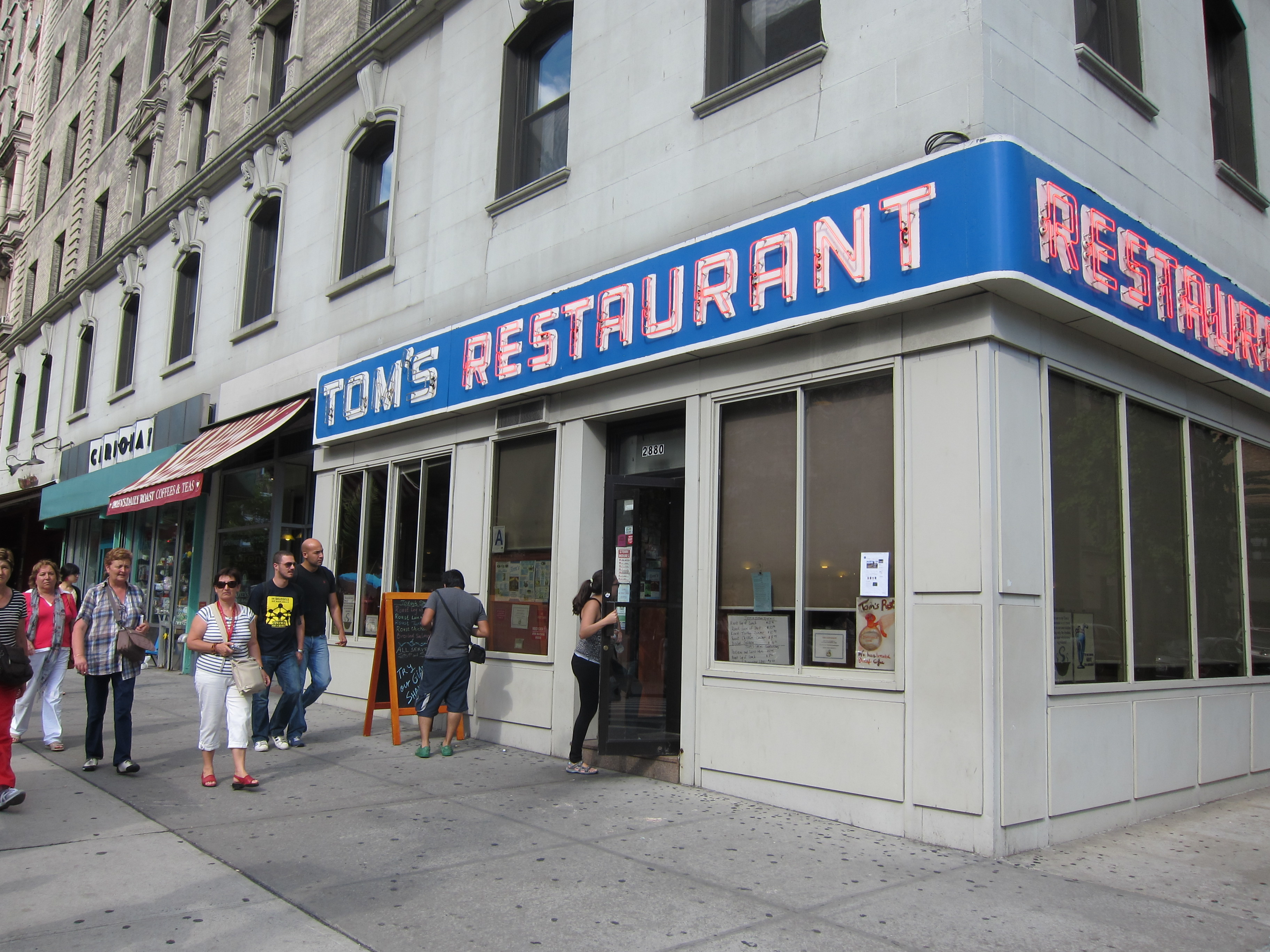
Das reale Tom’s Restaurant in New York

Die erste Fassung des Skriptes von The Seinfeld Chronicles – so der anfängliche Titel der Serie –, die Jerry Seinfeld und Larry David an NBC schickten, hieß kurz und trocken Stand Up. Das Hauptthema der Serie bestand darin zu erzählen, wie ein Stand-up-Comedian zum Material seiner Auftritte kommt. Die ‚Säulen‘ einer jeden Folge waren daher Ausschnitte aus Jerrys Auftritten, in denen er Elemente der Haupthandlung aufgriff. Dieses Storyelement tauchte in späteren Folgen immer seltener auf, als sich die Handlungen mehr auf die Figuren selbst konzentrierten. David und Seinfeld bestreiten jedoch, die Serie mit diesem Thema geplant zu haben, und behaupten, es lediglich als gute Idee in ihrem Angebot an NBC eingesetzt zu haben. Dadurch, dass Jerry Seinfeld sowohl im wahren Leben ein Comedian ist als auch in der Serie einen gleichnamigen Comedian spielt, wird in Seinfeld bewusst die Grenze zwischen Fiktion und Realität verwischt. Dieses Prinzip wird auf die Spitze getrieben, als Jerry in der Serie seinerseits eine Fernsehserie namens Jerry entwirft, die wie Seinfeld eine Serie ohne besondere Haupthandlung ist, in der Jerry sich selbst spielt. Dies führte dazu, dass viele Kritiker auf die Postmodernität der Serie hinwiesen.
Der Verlauf einer Folge ist grundsätzlich so aufgebaut, dass verschiedene Handlungsstränge beginnen, die mit den einzelnen Figuren verknüpft sind und ursprünglich häufig keine Verbindung zueinander haben. Im Laufe der Handlung laufen diese Stränge aufeinander zu und treffen am Ende der Folge meist auf ironische Weise zusammen. Wegen der solchermaßen verdichteten Handlung ist eine Zusammenfassung einer Folge grundsätzlich umfangreicher als man von einer Sitcom erwarten würde. Trotz der Trennung der Handlungsstränge wird ihr Zusammenhang grundsätzlich beibehalten. Viel vom Humor der Serie rührt von außenstehenden Personen her, die in die Vierergruppe einzudringen versuchen und dabei scheitern.

## Figuren

### Hauptfiguren

#### Jerry Seinfeld

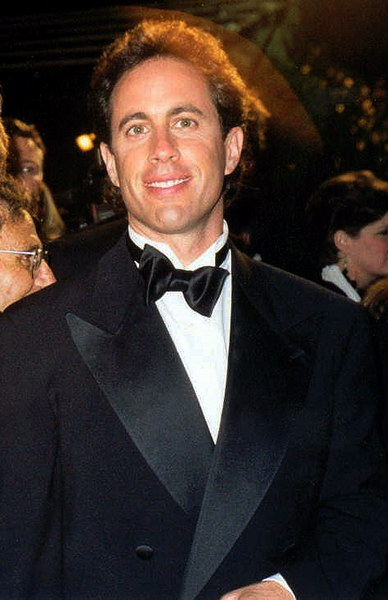
Jerry Seinfeld spielt eine fiktive Version seiner selbst.

Jerome „Jerry“ Seinfeld ist eine halbfiktive Figur. Er ist ein Stand-up-Komiker, der auf der Bühne das seiner Ansicht nach „seltsame“ Verhalten seiner Mitmenschen kommentiert und etliche Bräuche und Konventionen der modernen Gesellschaft kritisch beäugt. Jerry legt Wert auf Sauberkeit, liebt Frühstücksflocken und ist ein Fan von Superman. Sein Apartment in Manhattan ist neben dem Monk’s Cafe der hauptsächliche Treffpunkt für die vier Hauptfiguren. Er sucht häufig Beziehungen zu attraktiven Frauen, die meistens aber nicht länger als eine Folge halten. Er ist als einzige Figur in jeder Episode zu sehen.

#### Elaine Benes
Elaine Marie Benes ist intelligent und selbstbewusst. Elaine hat des Öfteren Probleme mit Freunden oder ihren Arbeitgebern. Sie führte eine Beziehung mit Seinfeld. In der neunten Staffel hat sie eine ständig fluktuierende Beziehung mit David Puddy (Patrick Warburton). Elaine arbeitete unter anderem für Pendant Publishing, als persönliche Assistentin für den reichen Justin Pitt und später für J. Peterman.
Elaine stellt eine Kombination aus zwei Freundinnen der Macher dar, Carol Leifer (Jerry Seinfelds ehemaliger Freundin) und Monica Yates (Larry Davids ehemaliger Freundin).

#### Cosmo Kramer
Cosmo Kramer ist Jerrys Nachbar. Er ist ein athletischer Mann mit einer auffälligen Frisur. Oft geht er hanebüchenen Plänen nach, um reich zu werden. Er kommt bei Frauen gut an und ist ausgesprochen hilfsbereit, sorgt dabei aber regelmäßig für Chaos, das weniger ihn selbst trifft als vielmehr die, denen er helfen will. In der letzten Staffel beendete Kramer einen mehrjährigen Streik (er war Bagel-Verkäufer), nachdem der Lohn erhöht wurde. Tatsächlich handelte es sich dabei aber um keine Lohnerhöhung, sondern um die Einführung des neuen gesetzlichen Mindestlohns. Einige Folgen später gestand Kramer seinen Freunden allerdings, seit Jahren arbeitslos zu sein. Cosmo Kramer ist mit Newman befreundet und hat eine Vielzahl zweifelhafter Bekannter und Geschäftspartner. Kramers Vorname Cosmo wurde erst in der sechsten Staffel enthüllt. Die meisten Figuren nannten ihn aber auch danach weiterhin nur Kramer. In der Pilotfolge besaß Kramer jedoch noch den Namen Kessler, weil Kenny Kramer, ein ehemaliger Nachbar von Larry David, auf dem die Rolle basierte, noch nicht seine Zustimmung zur Verwendung seines Namens gegeben hatte. Später nutzte dieser die neu errungene Popularität seines Namens aus, unter anderem durch die Seinfeld-Sightseeing-Busfahrt Kramer’s Reality Tour. In der Serie wurde diese Entwicklung wiederum persifliert, als der fiktive Kramer – nachdem er seine Lebensgeschichte an Elaines Boss J. Peterman für dessen Autobiografie verkauft hatte – eine ähnliche Bus-Sightseeing-Tour durch sein Leben anbietet.

#### George Costanza
George Louis Costanza ist seit der Schulzeit mit Jerry befreundet. Seine Figur basiert zu großen Teilen auf Larry David. George ist klein, dicklich und hat eine Glatze. Er ist geizig und sehr neurotisch veranlagt, kann allerdings auch gut reden und ist ein gewiefter Lügner. Er hatte viele Beschäftigungen, unter anderem als Immobilienmakler, ist aber auch öfter arbeitslos und muss dann bei seinen Eltern wohnen. Erst als George zum Ende der fünften Staffel beschließt, ab jetzt alles genau umgekehrt zu machen als früher, erhält er einen Job als Assistent der Geschäftsleitung bei den New York Yankees. Er war mit Susan Ross verlobt, es kam allerdings nie zu einer Hochzeit, da sie sich durch das Anlecken der Klebegummierung von Briefumschlägen, die George billig gekauft hatte, vergiftete und starb.

### Nebenfiguren
Im Laufe der Serie tauchen zahlreiche wiederkehrende Nebenfiguren auf; fast alle haben in der abschließenden Folge Das Finale einen kurzen Auftritt.

#### Newman
Newman ist der Nachbar von Jerry und Kramer. Er wird von Jerry immer mit einem gepressten „Hallo Newman“ begrüßt. Newman – dessen Vornamen man niemals erfährt – arbeitet als Postbote, führt seinen Job aber nur schlecht aus. Bei Regen arbeitet er nicht und es kommt schon mal vor, dass er Post in Jerrys Lagerraum deponiert. Wenn es ihm schlecht geht, zeigt er manchmal eine sensiblere Seite, dann verfällt er in schwermütige, beinahe lyrisch vorgetragene Betrachtungen. Sein Traum ist ein Postbezirk auf Hawaii. Mit Kramer verbindet ihn so etwas wie eine Freundschaft, während Jerry, George und Elaine ihn nicht mögen. Newman schwärmt für Elaine. Er tritt in insgesamt 45 Episoden auf.
Bevor Newman von Wayne Knight verkörpert wurde, hörte man Newmans Stimme in einer Szene aus dem Off. Gesprochen wurde sie da von Larry David. Für die späteren TV-Wiederholungen nahm man Knights Stimme für die betreffende Szene auf.

#### Frank Costanza
Frank Costanza ist der Vater von George. Georges Eltern, Frank und Estelle, wohnen in Queens und streiten sich ständig. Die Costanzas lassen keine Gelegenheit ungenutzt, George zu entmutigen. Frank ist exzentrisch und sehr schnell zu reizen. Er war ehemals Koch in der Armee und spricht deshalb fließend Koreanisch. Frank hat im Übrigen das familiäre Weihnachten durch das von ihm selbst erfundene „Festivus“ ersetzt. Des Weiteren weigert er sich bei allen Wahlen, von seinem aktiven Wahlrecht Gebrauch zu machen, da ihm die Vereinigten Staaten ihrerseits das passive Wahlrecht für die Präsidentschaft versagen, da er in Italien geboren wurde.
Bei seinem ersten Auftritt in Folge 62 wurde er noch von John Randolph dargestellt, die Folgen darauf von Jerry Stiller.

#### Estelle Costanza
Estelle Costanza ist die unausstehliche und melodramatische Mutter von George. Stets hinterfragt sie Franks und Georges Handlungen. Sie wohnt zusammen mit ihrem Mann in Queens. Im Laufe der Serie trennen sich die beiden, kommen aber später wieder zusammen.

#### Susan Ross
Susan war Georges Verlobte. Sie ist die Tochter reicher Eltern. Susan „experimentierte“ kurzzeitig mit dem „Lesbentum“ und arbeitete für NBC, bis sie dort (dank George) gefeuert wurde. Sie starb, als sie giftigen Klebstoff an den Briefumschlägen für ihre Hochzeitseinladungen anleckte, die George aufgrund ihres niedrigen Preises gekauft hatte.

#### Morty Seinfeld
Morty Seinfeld ist Jerrys Vater. Jerrys Eltern, Morty und Helen, leben in Florida und sind ständig über Jerrys Finanzen besorgt. Ihrer Meinung nach sollte er lieber etwas „Vernünftiges“ tun. Die Seinfelds sind mit sämtlichen Klischees von nach Florida gezogenen Pensionären behaftet. Morty war 38 Jahre lang Verkäufer für Regenmäntel. Er hat sehr gefestigte Überzeugungen und war für einige Zeit Vorsitzender der Hausbesitzervereinigung in der Rentnersiedlung „Phase two of the Pines of Mar Gables“, bis er sich einem Amtsenthebungsverfahren stellen musste und anschließend mit seiner Frau nach „Del Boca Vista“ übersiedelte.

#### Helen Seinfeld
Helen Seinfeld ist Jerrys Mutter, die gerne darum bemüht ist, ihren Sohn ins rechte Licht zu rücken („Wie kann ihn nur jemand nicht mögen?“). Sie fragt sich oft, warum ihr Sohn keine richtige Frau findet.

#### Jacopo Peterman
Mr. Peterman ist Elaines dritter Chef. Er hat immer andere Vorstellungen von den Dingen als Elaine. Als Peterman für einige Zeit in Asien aus der Zivilisation aussteigt, übernimmt Elaine wenig erfolgreich seinen Posten. Die Rolle des J. Peterman basiert auf John Peterman, dem Gründer der tatsächlich existierenden J. Peterman Company.

#### George Steinbrenner
George Steinbrenner ist Georges Chef, nach dem Vorbild des damaligen realen Inhabers der New York Yankees. Er wird dargestellt als abgebrühter Clubchef, der in seiner eigenen Welt lebt. Oft muss George in dessen Büro, woraufhin Steinbrenner ihn volllabert.
Sein Gesicht wird nie gezeigt. Er wird von mehreren Doubles gespielt und von Larry David gesprochen. Ein Cameo-Auftritt des realen George Steinbrenner wurde gedreht, musste aber aus Zeitgründen geschnitten werden.

#### Onkel Leo
Leo ist Jerrys Onkel und der Bruder von Helen Seinfeld. Er tratscht gerne, meistens geht es dabei um seinen Sohn Jeffrey, der in der New Yorker Parkverwaltung arbeitet.

#### David Puddy
David Puddy ist – immer mal wieder – Elaines Freund. Teilweise ist er gelassen und ruhig, kann manchmal aber auch ein leidenschaftlicher Individualist sein. Er war einst Automechaniker, wurde später aber Autoverkäufer. David Puddy ist mysophob, ein wiedergeborener Christ und ein Fan der New Jersey Devils.

#### Matt Wilhelm
Mr. Wilhelm ist der Reisebeauftragte bei den New York Yankees und Georges Vorgesetzter. Er ist ein gutmütiger Mensch, der jedoch häufig zerstreut ist und dadurch Missverständnisse verursacht.

#### Mr. Lippmann
Mr. Lippman ist Elaines erster Chef. Er ist Eigentümer des Verlags „Pendant Publishing“. Später gab er diese Position auf und eröffnete eine Bäckerei, die nur die Spitzen von Muffins verkaufte.

#### Justin Pitt
Mr. Pitt ist Elaines zweiter Chef. Er ist ein äußerst reicher Geschäftsmann und sehr pedantisch veranlagt, was es nahezu unmöglich macht, ihn zufriedenzustellen.

#### Mickey Abbott
Mickey Abbott ist ein Freund von Kramer, der oft vom Alltag genervt ist. Er gehört einer Schauspielgruppe von Kleinwüchsigen an.

#### Jackie Chiles
Jackie Chiles ist Kramers exzentrischer Rechtsanwalt. Er ist sehr erfolgreich, verliert aber jeden Fall, bei dem er Kramer vertritt. Die Rolle ist eine Parodie auf Johnnie Cochran.

## Besetzung und Synchronisation
Die deutsche Synchronisation entstand im Auftrag der Rainer Brandt Filmproduktions GmbH in Berlin. Die Dialogregie führte Sabine Sebastian, die zusammen mit Horst Müller, Hannes Bojahr, Stefan Ludwig und Rainer Brandt auch das Dialogbuch schrieb.

### Hauptrollen
| Figur           | Auftritte | Darsteller          | Synchronstimme       |
| --------------- | --------- | ------------------- | -------------------- |
| Jerry Seinfeld  | 1.01–9.24 | Jerry Seinfeld      | Oliver Feld          |
| Elaine Benes    | 1.02–9.24 | Julia Louis-Dreyfus | Traudel Haas         |
| Cosmo Kramer    | 1.01–9.24 | Michael Richards    | Klaus-Dieter Klebsch |
| George Costanza | 1.01–9.24 | Jason Alexander     | Detlef Bierstedt     |

### Nebenrollen
| Figur               | Unregelmäßige Auftritte | Darsteller                              | Synchronstimme   |
| ------------------- | ----------------------- | --------------------------------------- | ---------------- |
| Helen Seinfeld      | 1.02–9.24               | Liz Sheridan                            | Luise Lunow      |
| Morty Seinfeld      | 1.02–9.24               | Phil Bruns (Folge 2), Barney Martin     | Wilfried Herbst  |
| Estelle Costanza    | 4.11–9.24               | Estelle Harris                          | Marianne Lutz    |
| Frank Costanza      | 4.11–9.24               | John Randolph (Folge 62), Jerry Stiller | Michael Telloke  |
| Newman              | 3.15–9.24               | Wayne Knight                            | Uwe Paulsen      |
| Susan Ross          | 3.03–7.22, 9.08         | Heidi Swedberg                          | Karin Buchholz   |
| Onkel Leo           | 2.02–9.24               | Len Lesser                              | Gerd Holtenau    |
| J. Peterman         | 6.23–9.24               | John O’Hurley                           | Peter Reinhardt  |
| George Steinbrenner | 5.21–9.24               | Larry David (Stimme), Lee Bear          | Thomas Kästner   |
| David Puddy         | 6.21–9.24               | Patrick Warburton                       | Stefan Fredrich  |
| Mr. Wilhelm         | 6.19–9.24               | Richard Herd                            | Eric Vaessen     |
| Mr. Lippman         | 3.12–9.24               | Richard Fancy                           | Norbert Gescher  |
| Justin Pitt         | 6.01–9.24               | Ian Abercrombie                         | Lothar Blumhagen |
| Mickey Abbott       | 5.16–9.24               | Danny Woodburn                          | Santiago Ziesmer |
| Jackie Chiles       | 7.03–9.24               | Phil Morris                             | Ronald Nitschke  |
| Kenny Bania         | 6.07–9.24               | Steve Hytner                            | Gerald Schaale   |
| Tim Whatley         | 6.08–9.10               | Bryan Cranston                          | Bernd Schramm    |

## Besondere Folgen
Unter den Anhängern der Serie besonders beliebt sind die Folgen, die lediglich an einem Ort spielen. So spielt eine Folge lediglich in einem Parkhaus, eine andere nur in der U-Bahn oder eine weitere nur im Warteraum eines Restaurants.

### Im Parkhaus (Staffel 3)
Nach einem Einkauf in einem Einkaufszentrum finden Jerry, Elaine, George und Kramer im Parkhaus ihr Auto nicht mehr. Während Jerry dringend auf die Toilette muss, drohen Elaines gerade erst gekaufte Goldfische in ihrer Plastiktüte zu ersticken.

### Der Wettstreit (Staffel 4)
Die Freunde gehen eine Wette ein, welcher der vier es am längsten ohne Masturbation aushält. Erinnernswert an der Folge ist Kramers frühes Ausscheiden, als er seinen Einsatz mit den Worten „Ich bin raus!“ auf den Tisch knallt, Jerrys Tirade über seine Nachbarin von gegenüber, die nackt in ihrer Wohnung herumläuft, Elaines Schwäche für John F. Kennedy jr. und Georges Erzählung, wie ihn seine Mutter als Jugendlichen dabei erwischte. Wer die Wette gewinnt, wird in der Folge nicht aufgeklärt. In einer späteren Folge erwähnt George jedoch, er habe die Wette gewonnen. In der letzten Folge (das Finale Teil 1 & 2) gesteht George den übrigen drei wiederum, dass er bei der Wette gelogen hat und Jerry der eigentliche Gewinner ist.
NBC stimmte der Produktion dieser Folge nur zu, weil darin das Wort „masturbieren“ kein einziges Mal erwähnt wird.

### Der Suppen-Nazi (Staffel 7)
Der „Suppen-Nazi“ (gespielt von Larry Thomas) verkauft extrem leckere Suppen in einem kleinen Laden. Er ist iranischer Abstammung und lächelt nie.
Beim Erwerben der Suppe müssen strikte Verhaltensregeln eingehalten werden. Jeder in der stets langen Schlange muss sich zügig und ruhig vorwärts bewegen, die gewünschte Suppe nennen, bezahlen und gehen. Natürlich sind diese Verhaltensmuster diametral entgegengesetzt zu Elaines aufsässigem Wesen. Sie will ihn in einen Dialog verwickeln und bekommt prompt Ärger mit dem Suppen-Nazi, der sie mit dem Satz „Keine Suppe für Sie!“ (Original: „No soup for you!“) aus dem Laden weist.
Elaine findet die geheimen Rezepte in einem gebrauchten Schrank des Suppen-Nazis, den ihr Kramer besorgt hat, und rächt sich, indem sie droht, die Rezepte zu verbreiten und somit dem grimmigen Suppendiktator sein Geschmacksmonopol zu entziehen.
Vorbild für diese Figur ist die New Yorker Suppenküche „Soup Kitchen International“. Inzwischen ist der „Soup Man“ von der Nähe des Times Square umgezogen und ist an der Ecke 5th Avenue und 42nd Street zu finden.
In Staffel 3 der US-Serie Scrubs wird in der 21. Folge (orig. „My Self-Examination“, dt. „Mein Rückzieher“) auf diese Episode angespielt und Darsteller Larry Thomas hat einen Gastauftritt als er selbst und muss auch den Suppen-Nazi spielen.
Microsoft-intern wird das mit Service Pack 2 eingeführte Schlüsselprüfungssystem von Windows XP soup nazi genannt.

## Sprache
Verschiedene Ausdrücke aus Seinfeld haben Eingang in die amerikanische Umgangssprache gefunden, so zum Beispiel „sponge-worthy“ oder „yada, yada, yada“.

### Sponge-worthy
Die Bezeichnung „sponge-worthy“ („Schwämmchen-würdig“) wird von Elaine verwendet, die damit eine besondere Wertschätzung gegenüber Männern zum Ausdruck bringt. Hintergrund dieses Ausdrucks ist der Verhütungsschwamm, dessen Produktion aber von der US-Gesundheitsbehörde gestoppt wurde. Elaine besitzt einen Vorrat, auf den sie in seltenen Fällen zurückgreift, ausschließlich für von ihr als außergewöhnlich angesehene Sexualpartner.

### Yada, yada, yada
Die Bedeutung der wiederholenden Verwendung des Kunstwortes „yada“ lässt sich mit der Redewendung „und so weiter, und so weiter“ bzw. „bla, bla, bla“ gleichsetzen. Die Figur Marcy, die ausschließlich in der Folge „Die Yada-Yada-Sache“ (im Original „The Yada Yada“) erscheint, verwendet beim Erzählen die dreimalige Wiederholung, um die Schilderung zwischen dem Anfang und Ende einer Begebenheit abzukürzen, dabei steigt die Satzmelodie zum Ende der Wiederholung hin an.

### No soup for you!
Auch der Ausspruch „No soup for you!“ des Suppen-Nazis hat Eingang in die amerikanische Umgangssprache gefunden, etwa um Bitten abzulehnen.

## Erfolge
Nach anfänglich schwachen Zuschauerzahlen entwickelte sich Seinfeld schon bald zu einer der beliebtesten Fernsehserien. Viele Figuren der Serie, wie der schräge Exzentriker Kramer oder der hinterhältige und egoistische Newman, wurden populär, und Jerry Seinfeld zum bestbezahlten Komiker der Welt.
NBC bot Jerry Seinfeld für eine weitere Staffel fünf Millionen Dollar pro Folge an, was dieser aber ablehnte. Das Ende der Serie 1998 stieß auf enormes Interesse seitens der Fans, die abschließende Folge wurde in den Vereinigten Staaten von rund 108 Millionen Menschen, laut Schätzungen von NBC, gesehen. Damit hatte diese Folge mehr US-Zuschauer als Titanic in den ersten 21 Wochen. Die Werbeeinnahmen des Finales waren höher als die des Super Bowl.

## Weitere Details

### Running Gags
SuperheldenJerry erwähnt häufig Superhelden aus Comic-Serien, speziell auf Superman wird in beinahe jeder Folge in der ein oder anderen Form, oft gut versteckt, Bezug genommen. Andere Episoden spielen auf Lone Ranger, Batman, Spider-Man, Green Lantern, Wonder Woman, Two-Face, Elastic Man, Plastic Man, Iron Man und den nicht existierenden Rubberman an.
„Get out!“Wenn Elaine von einer guten Nachricht überrascht wird, gibt sie dem Überbringer einen aufgeregten aber kräftigen Schubs und schreit „Get out!“ (in der deutschen Synchronisation: „Hör auf!“).
„Hallo, Newman“Auf Newmans Begrüßung „Hallo, Jerry“ reagiert Jerry immer mit grimmigem Blick und einem durch die Zähne gesprochenen „Hallo, Newman“. Gleiches tut Jerrys Mutter.
„Newman!“Wenn Jerry plötzlich erkennt, dass ein ihm zugestoßenes Missgeschick oder Unglück von Newman ausgegangen ist, ballt Jerry seine Faust und sagt grimmig „Newman!“. Dieser Gag kommt in vielen Episoden vor und wird auch von anderen Figuren benutzt, wenn sie mit Newman in Konflikt geraten.
PseudonymeGeorge, Kramer und Jerry benutzen ab und zu Pseudonyme: Georges Pseudonym ist „Art Vandelay“. Kramer benutzt (in Anlehnung an den angesehenen New Yorker Verlag Van Nostrand Reinhold) „Peter van Nostrand“ oder „Martin van Nostrand“, eignet sich aber gegen Ende der Serie ein zweites Ego als „reicher Industrieller“ „H. E. Pennypacker“ an. Jerrys Pseudonym ist „Kel Varnsen“. Die drei Pseudonyme werden einmal gleichzeitig während einer Szene in der Episode „Tag der Puertoricaner“ eingesetzt.
Ted DansonAls Jerry und George die Fernsehserie „Jerry“ vorbereiten, beschwert sich George, dass ihnen nur 13.000 Dollar angeboten werden, während Ted Danson ganze 800.000 Dollar pro Episode bekommt. Fünf Jahre später, in der vorletzten Episode, als NBC ihnen ein Flugzeug überlässt, beschwert sich George, dass Ted Danson ein besseres Flugzeug bekommen hat. Jerry sagt George daraufhin, dass Danson nicht mehr bei NBC ist.
Death of a SalesmanGeorge wird von Jerry oft mit der Figur des Biff Loman aus Arthur Millers Drama Tod eines Handlungsreisenden verglichen. Besonders in der Episode „In der U-Bahn“ gibt es einige Dialoge zu dem Thema.
Kramers AuftrittIn vielen Episoden platzt Kramer schlagartig in Jerrys Wohnung, indem er in einem Bewegungsablauf die Wohnungstür aufstößt und hereinschlittert.

### Cameo-Auftritte von Larry David
Larry David, der in der Serie Seinfeld bewusst keine Rolle übernahm, war aber dennoch in fünf Cameo-Auftritten zu sehen:
- Staffel 2, Folge 8, „Die Herzattacke“, als silbergekleideter „Prophet“ im Fernseher
- Staffel 4, Folge 2, „Trip nach L.A. - Teil 2“, Zuschauer im Treppenhaus bei Kramers Verhaftung
- Staffel 4, Folge 24, "Die Fernsehshow – Teil 2", Als Greenpeace-Aktivist im Schlauchboot
- Staffel 6, Folge 4, „Die Chinesin“, als Frank Costanzas Anwalt mit Cape
- Staffel 7, Folge 10, „Kaugummi aus China“, als Verkäufer im Kiosk

### Handlungsbogen und Kontinuität
Die Serie setzt stark auf Kontinuität: Figuren und Handlungen aus vergangenen Episoden wurden oft beibehalten oder wurden ausgedehnt. Gelegentlich überspannen Handlungsstränge mehrere Episoden und sogar ganze Staffeln. Larry David, der Hauptautor der Serie und ausführender Produzent der ersten sieben Staffeln, war berüchtigt dafür, auf kleine Details zu achten. Er sorgte für die gleichmäßige und glaubhafte Entwicklung der Hauptfiguren.

#### Berufe
Fester Bestandteil der Serie waren die beruflichen Tätigkeiten von George und Elaine:
George ist am Anfang der Serie Immobilienmakler, später die meiste Zeit (die ersten fünf Staffeln) arbeitslos und hat nur ein paar Schreibtischjobs, die für ihn meistens negativ enden. Später arbeitet George für eine längere Zeit bei den New York Yankees.
Elaine ist am Anfang der Serie verhältnismäßig erfolgreich als Lektorin tätig. Gegen Ende der fünften Staffel hat sie allerdings Pech. Im Laufe der sechsten Staffel wird sie zu einer Art Laufmädchen für den wohlhabenden Geschäftsmann Justin Pitt reduziert. Mit Beginn der siebten Staffel findet Elaine schließlich ihren Traumjob bei J. Peterman, wo sie bis zum Ende der Serie arbeitet.

#### Staffel 4
Die vierte Staffel verband durch mehrere Handlungsstränge mit Abstand die meisten Episoden miteinander:
- Jerry und George bekommen die Chance, eine Pilotfolge für NBC zu schreiben und zu produzieren. Am Anfang der Staffel entwickeln sie die Serie, gegen Ende wird der Pilot „Jerry“ dann produziert.
- Elaines romantische Beziehungen mit ihrem Therapeuten, dem verrückten Joe Davola und NBC-Chef Russell Dalrymple.
- Das Nachstellen von Joe Davola: er verfolgt Jerry und Elaine. Außerdem tritt er Kramer gegen den Kopf, was zu teilweise verrückten Handlungsweisen von Kramer in einzelnen Episoden führt.
- Eine Schachtel kubanischer Zigarren führt zu verschiedenen Feuern; das erste Feuer entzündet sich in Kramers Haar.
- Ein weiterer Handlungsstrang ist Georges Umwerbung von Susan Ross. Schließlich wird das Wochenendhaus ihrer Eltern von einer der oben genannten kubanischen Zigarren entzündet und brennt nieder.

#### Jerrys Beziehungen
Die meisten von Jerrys Beziehungen überleben nicht eine einzige Episode. Während dies in der letzten Staffel ein regelrechter Running Gag wird, war dies in den früheren Staffeln weniger absichtlich.

#### Georges Verlobung
Die siebte Staffel beginnt mit der Episode „Die Verlobung“. Dieses Thema zog sich durch die ganze Staffel. Im primären Handlungsbogen verlobt sich George mit seiner ehemaligen Freundin Susan Ross. Die Verlobung dauert die ganze Staffel über und macht George unglücklich; sie führt dazu, dass George ständig von Jerry, Elaine und Kramer getrennt ist.

#### Gegen Ende der Serie
Die Kontinuität ließ gegen Ende der Serie, ab der achten Staffel, beachtlich nach. Dies lag hauptsächlich daran, dass Larry David die Produktion als Produzent und Autor verließ. Die Handlungen und die Witze wurden zunehmend satirisch, sogar surrealistisch. Figuren und Geschichten der Vergangenheit tauchten oft wieder auf, aber meist nur in Gestalt der Parodie oder nur für langjährige Zuschauer verständlich. Neue Handlungsstränge griffen wieder die Beziehung zwischen Elaine und David Puddy auf sowie die Beteiligung von George an der „Susan-Ross-Gedächtnisstiftung“.

#### Musik
Charakteristisch für Seinfeld sind die Slap-Bass-Figuren während der Szenenwechsel. Sie wurden auch von anderen Serien in Szenen eingesetzt, die an Seinfeld erinnern sollten. Die Figuren wurden vom Komponisten Jonathan Wolff auf Basis einer Sample Library mit dem Keyboard jeweils neu eingespielt. Die rhythmische Basis bildet ein Shaker, außerdem wurden Samples mit Mundgeräuschen eingesetzt.

## Karrieren nach Seinfeld

### Der Seinfeld-Fluch
Während Jerry Seinfeld nach dem Ende der Serie wieder als Stand-up-Comedian arbeitete, waren die drei anderen Hauptdarsteller von Misserfolgen geplagt, sodass bereits von einem „Seinfeld Curse“ (Seinfeld-Fluch) gesprochen wurde.
The Michael Richards Show sowie Bob Patterson und Listen Up! mit Jason Alexander wurden schnell, meist mitten in der ersten Staffel, wieder abgesetzt. Auch Watching Ellie mit Julia Louis-Dreyfus verschwand während der zweiten Staffel von den Bildschirmen. Der Ausdruck „Seinfeld Curse“ etablierte sich auch für andere Nachfolgeserien, die für Stars erfolgreicher Sendungen geschaffen wurden, z. B. der Friends-Spin-off Joey. Erst 2006 gelang es Julia Louis-Dreyfus, den Bann zu brechen. Ihre Rolle in The New Adventures of Old Christine brachte ihr einen Emmy ein. Die Serie lief fünf Staffeln lang. Seit 2012 spielt Louis-Dreyfus in der Serie Veep die Vizepräsidentin der USA, wofür sie 2012, 2013, 2014, 2015, 2016, 2017 den Emmy erhielt. Für Veep gewann sie insgesamt neunmal den Emmy.
Noch erfolgreicher als zu Seinfeld-Zeiten war schließlich Jerry Stiller mit seiner Rolle als Arthur Spooner in King of Queens. John O’Hurley ist Teilhaber an der realen J. Peterman Company; der Gründer und Namensgeber dieser Firma diente als Vorbild für seine Rolle in Seinfeld.

### „Reunion“ 2009
In der seit dem Jahr 2000 produzierten Improvisations-Sitcom Lass es, Larry! spielt Larry David sich selbst. In den ersten beiden Staffeln hatten Julia Louis-Dreyfus und Jason Alexander mehrere Gastauftritte.
In der letzten Folge der siebten Staffel erfolgt eine fiktive Seinfeld-Reunion, in der alle vier Hauptdarsteller sich selbst sowie ihre jeweiligen Figuren aus der Serie spielen, die sich wie folgt weiterentwickelt haben:
Jerry ist als Samenspender Vater von Elaines Tochter geworden; gilt aber nur als der gute Onkel. Elaine will ihrer Tochter endlich sagen, dass „Onkel“ Jerry ihr Vater ist. Jerry ist aber dagegen, weil Superman auch erst mit 16 Jahren seinen Vater kennenlernte.
George erfand eine App für das iPhone: die iToilet, die einem immer die nächste öffentliche Toilette zeigt. Damit verdiente er ein paar Millionen und legte das Geld bei Bernie Madoff an, der dann aber pleiteging und Georges Geld mitnahm. George war mit Amanda verheiratet, die allerdings die Hälfte ihres Anteils in Sicherheit bringen konnte. Um an sein Geld zu kommen, will er sie wieder heiraten. Sie ließen sich damals scheiden, weil Amanda ihn aus einem Flugzeug anrief, das dabei war abzustürzen, und George ihr sagte, sie soll sich später melden, weil er gerade einen Fernsehtechniker da habe, bei dem man nur schwer einen Termin bekomme. Georges iToilet ist eine Anspielung auf die 12. Folge der zweiten Staffel („Der gefeuerte Kellner“), in welcher er behauptet, die besten öffentlichen Toiletten in New York City zu kennen.
Kramer lebt noch immer neben Jerry und hat sich als Samenspender für Elaine angeboten, wurde aber abgelehnt.
Newman wohnt noch im selben Haus und ärgert sich über Georges iToilet.
Kenny Bania ist noch als Comedian unterwegs und beschwert sich, dass er aufgrund der Wirtschaftslage keine guten Auftritte mehr hat.

## Ausstrahlung und DVD-Veröffentlichung
In Deutschland lief die Serie von 1995 bis 1996 im Nachtprogramm von kabel eins, 1998 im Nachtprogramm von ProSieben. Ab Juli 1998 verlegte ProSieben die Serie ins Vorabendprogramm, allerdings unter Vornahme einiger Kürzungen. So wurden die Stand-up-Einlagen zu Anfang und vor dem Abspann herausgeschnitten und der Vorspann wurde durch einen selbstgefertigten Vorspann ersetzt. Nachdem die Serie ein halbes Jahr im Vorabendprogramm lief, wurde sie ab Januar 1999 auf den Sendeplatz montags kurz vor Mitternacht verlegt. Dort lief sie weiterhin mit mäßigen Einschaltquoten. Als die Serie in Wiederholung ging, wurden wieder die originalen Vor- und Abspänne verwendet.
Die Serie wurde in weiterer Folge von kabel eins, Premiere Serie, Comedy Central, ZDFneo und TNT Serie ausgestrahlt. In Österreich wurde Seinfeld wöchentlich im Nachtprogramm von ORF 2 im Zweikanalton (deutsch/englisch) gesendet.
Alle neun Staffeln der Serie erschienen zwischen 2004 und 2007 als DVD einzeln und in einer Gesamtbox.
Im September 2019 erwarb Netflix die internationalen Streaming-Rechte an Seinfeld für die Jahre 2021 bis 2025 für einen Betrag von über 500 Millionen US-Dollar.